# بتن ضد آب
ماده ضد آب کننده و آبگریز کننده بتن و مصالح ساختمانی (اندازه بسیار ریز: 4تا 6 نانومتر)اولین ماده ضد آب با تکنولوژی نانو خواص: ضد آب کننده، محافظت در برابر گرما، اشعه ماوراء بنفش و فرسایش.. این ماده به صورت مایع میباشد و برخلاف مواد مشابه که پایه الکلی و ... دارند و سمی می باشند دارای پایه آب است و دوستدار محیط زیست و غیر سمی می باشد .رنگ : سفید .ماهیت : مایع -چگالی : ۱/۰۷ -اندازه ذرات : ۴ تا ۶ نانو متر- حلالیت : قابل حل در آب نقطه اشتعال : بالای ۱۰۰ درجه سانتی گراد -این ماده با سیلیس موجود در مصالح واکنش می دهد و بدون ایجاد لایه و هیچ تغییر رنگی بیش از ۵ میلیمتر نفوذ کرده و سطح را ضد آب می کند. خواص کیفی این محصول هنوز تایید نشده است. در محیط مرطوب کارایی ندارد.